# Hôpital Saint-Joseph (Marseille)
 (juillet 2011).
Si vous disposez d'ouvrages ou d'articles de référence ou si vous connaissez des sites web de qualité traitant du thème abordé ici, merci de compléter l'article en donnant les références utiles à sa vérifiabilité et en les liant à la section « Notes et références ».
Pour les articles homonymes, voir Hôpital Saint-Joseph.
L'Hôpital Saint-Joseph est un hôpital généraliste, privé à but non lucratif du 8e arrondissement de Marseille.
D’une capacité de 778 lits et places de court séjour, l’Hôpital Saint Joseph accueille, dans ses 30 services et unités, la quasi-totalité des spécialités médicales, chirurgicales, obstétricales et possède un plateau technique moderne. Il est le 1er hôpital privé à but non lucratif de France par son activité[réf. nécessaire], la 3e maternité de la région PACA[réf. nécessaire], et le 2e employeur privé de Marseille[réf. nécessaire].
l’établissement  assure le traitement de patients venant de leur domicile ou hospitalisés en court séjour requérant des soins de suite et de réadaptation (à la suite d'une chirurgie ou d'affections cardio-vasculaires et médicales). Médecins, diététicien, kinésithérapeute, infirmières, aides-soignantes, assistante sociale et psychologue sont attachés en permanence à l'établissement.
Il fait partie de la Fédération des établissements hospitaliers et d'aide à la personne privés non lucratifs (FEHAP).

## Histoire
Créé par l’abbé Jean-Baptiste Fouque (1851-1926) en 1919 pour prendre en charge tous les malades sans discrimination, l’Hôpital Saint Joseph a su se développer pour devenir aujourd’hui le Groupe Saint Joseph qui regroupe la Fondation Hôpital Saint Joseph et l’Association Hôpital Saint Joseph. 

### Fondation Hôpital Saint Joseph

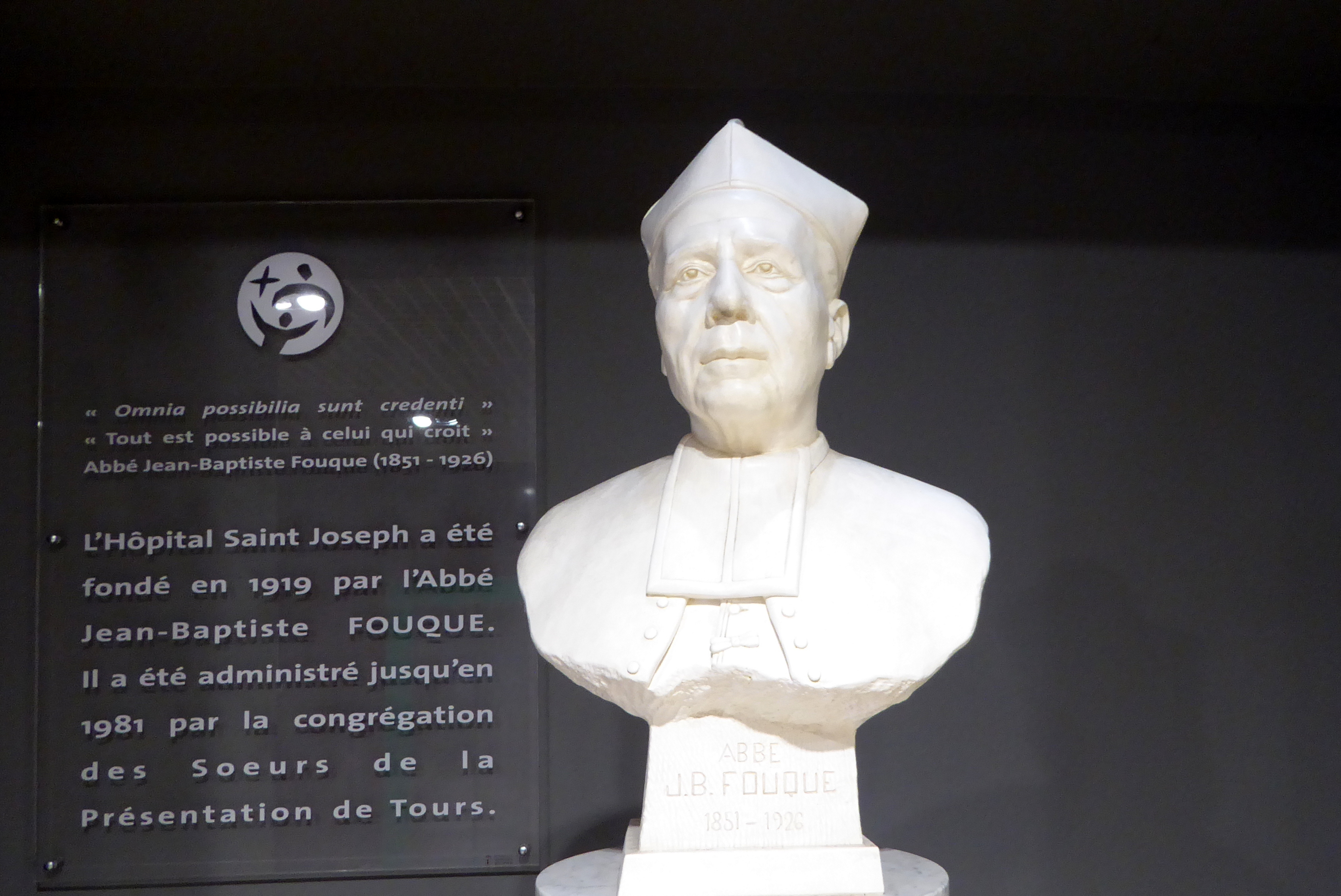
Buste de l'abbé Fouque à l'hôpital Saint-Joseph.

La Fondation Hôpital Saint Joseph poursuit l’œuvre originelle de l’abbé Fouque, en soutenant et développant des œuvres médicales, médico-sociales et sociales, concourant au financement des projets de l’Hôpital et aidant au développement de la Recherche Médicale. En 1924, l’Association Hospitalière du Prado a été reconnue d’utilité publique. L’Hôpital accueillait alors « toutes les religions, toutes les classes, toutes les races, car on y prend tous ceux qui souffrent ». L’abbé Fouque décéda en 1926 dans son Hôpital. Ses valeurs continuent de perdurer au sein de l’établissement, et chacun conserve en mémoire sa devise « Omnia possibilia sunt credenti » (« Tout est possible à celui qui croit »). En 1984, l’Association Hospitalière du Prado devient la Fondation Hôpital Saint Joseph. 

### Association Hôpital Saint Joseph
Cette section ne s'appuie pas, ou pas assez, sur des sources secondaires ou tertiaires indépendantes du sujet. Le texte peut contenir des analyses inexactes ou inédites de sources primaires.
Pour l'améliorer, ajoutez-en, ou placez des modèles {{Source secondaire souhaitée}} ou {{Source secondaire nécessaire}} sur les passages mal sourcés. (décembre 2022)
L’Association Hôpital Saint Joseph se compose de l’Hôpital Saint Joseph, ainsi que d’une autre œuvre de l’abbé Fouque : l’établissement Fernande Berger. Fernande Berger rencontra l’abbé Fouque en 1921 alors qu’il venait de créer l’Hôpital Saint Joseph. Elle souhaita alors le soutenir dans ses actions et lui faire don de son domaine.  Au départ clinique médicale pour femmes tuberculeuses, le domaine devient en 1964 un établissement de moyen séjour pour convalescence, au départ réservé aux femmes, puis mixte. Il deviendra « La Maison de soins de suite et de réadaptation » en 1991, puis l’Établissement de Soins de Suite et de Réadaptation Fernande Berger. 
En 2003, l’Hôpital prend la forme d’une « Association Hôpital Saint Joseph ». La Fondation Hôpital Saint Joseph perdure, soulagée de la gestion hospitalière pour se consacrer pleinement au développement des actions de solidarité et de recherche, suivant des principes de charité chrétienne et de fraternité de son fondateur.
Depuis lors, l’Association gère les activités sanitaires et de formation de l’Hôpital. Elles sont réunies depuis 2010 au sein du Groupe Saint Joseph. Le Groupe Saint Joseph réunit donc la Fondation et l’Association Hôpital Saint Joseph, chacune ayant un rôle déterminé.

### Partenaires du Groupe Saint Joseph
Cette section ne s'appuie pas, ou pas assez, sur des sources secondaires ou tertiaires indépendantes du sujet. Le texte peut contenir des analyses inexactes ou inédites de sources primaires.
Pour l'améliorer, ajoutez-en, ou placez des modèles {{Source secondaire souhaitée}} ou {{Source secondaire nécessaire}} sur les passages mal sourcés. (décembre 2022)
Le Groupe Saint Joseph souhaite se développer afin de pouvoir mieux préserver la volonté de l’abbé Fouque, en pouvant offrir un ensemble complet de soins à ses patients.
Afin de mieux prendre en compte les personnes âgées, l’Hôpital Saint Joseph s’est rapproché de deux EHPAD : Saint Joseph-AREGE et Saint Joseph-La Salette.
Dans le domaine de la psychiatrie, domaine jusque-là non couvert par l’Hôpital, Sainte Marthe est venue compléter l’offre de soins du Groupe.
Sur le plan social, l’Hôpital Saint Joseph travaille avec l’association AFOR qui gère trois centres d’hébergement et de réinsertion sociale : le centre Marie Louise, la Maison d’Ariane, et le centre Maternel La Martine. 
Enfin, outre l’Hôpital et l’Etablissement Fernande Berger, le Groupe Saint Joseph soutient la formation. Pendant des années, l’Association comptait en son sein l’Institut de Formation en Soins Infirmiers (IFSI) Victoria Desjardins. Depuis la rentrée scolaire de septembre 2008, l’Hôpital Saint Joseph et la Croix Rouge Française ont regroupé leurs deux Instituts de Formation en Soins Infirmiers sur le site du Camas, boulevard Chave, à Marseille. L’Hôpital conserve une part active dans le fonctionnement de l’IFSI Saint Joseph-Croix Rouge Française et deux représentants de l’Hôpital font partie des instances de l’Institut.
Dans la même logique de transmission du savoir, la Fondation a scellé, en 2011, un nouveau partenariat avec l’IFSI Saint Jacques – Les Flamants (structure comparable à celle de l’ancien IFSI Victoria Desjardins du temps de son fonctionnement, soit au total près de 400 étudiants).